# وی۶۰۳ عقاب

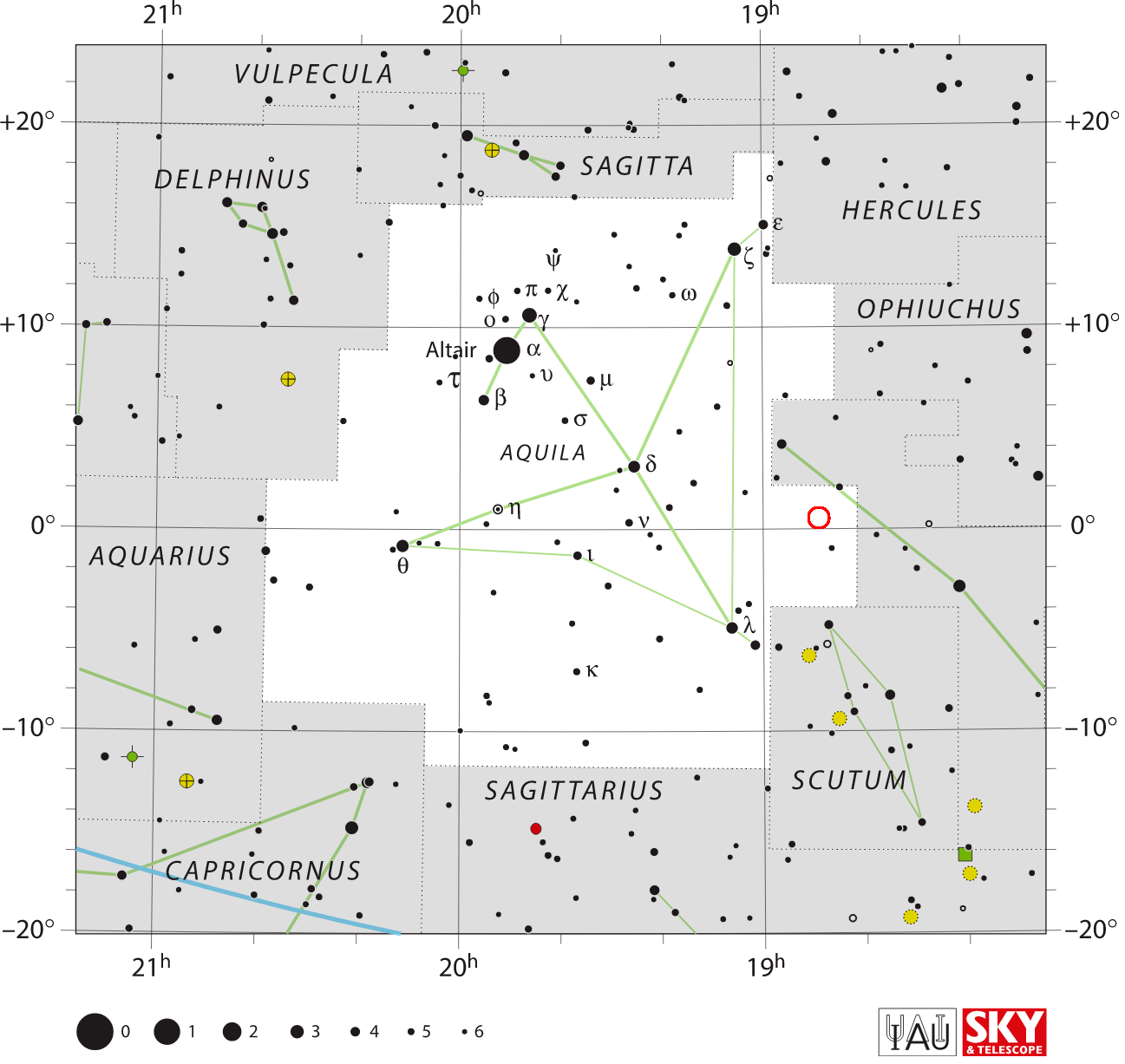
موقعیت «وی۶۰۳ عقاب» (دایرهٔ سرخ)

وی۶۰۳ عقاب یک ستاره است که در صورت فلکی عقاب قرار دارد.